# 迴聲 (鷹眼)
〈迴聲〉（英語：Echoes）是美國超級英雄類型的網路影集《鷹眼》的第一季第三集，改編自漫威漫畫的角色「鷹眼」克林特·巴頓和凱特·畢夏普。本集为漫威電影宇宙的系列作品之一，與漫威電影宇宙系列電影處於同一架空世界和共同世界。本集由伯特＆伯蒂執導，凱蒂·馬修森（Katie Mathewson）和唐納·賓（Tanner Bean）聯合編劇。本集講述凱特與克林特聯手逃脫以瑪雅·洛佩茲為首的運動服黑幫追捕，兩人開始調查運動服黑幫真正的幕後首領以及傑克·杜凱恩隱藏的秘密。
傑瑞米·雷納繼續出演漫威電影宇宙系列電影中的角色「鷹眼」克林特·巴頓，海莉·史坦菲德出演凱特·畢夏普。主演還包括東尼·達爾頓、阿拉奎·考克斯、弗拉·菲、艾力克斯·保諾維奇、彼得·亞當奇克和扎恩·麥克拉農。本集在紐約和喬治亞州的亞特蘭大取景拍攝。
於2021年12月1日在Disney+首播。

## 劇情
瑪雅·洛佩茲自幼具有聽覺障礙，同時失去右腳，裝有義肢。父親威廉鼓勵瑪雅勇於面對挑戰，並不斷訓練她習武強身。威廉被浪人殺死後，瑪雅便接替他成為運動服黑幫的首領。
時間來到現在，「鷹眼」克林特·巴頓對瑪雅聲稱浪人已經被黑寡婦殺死。一心想要復仇的瑪雅不接受辯解，雙方展開爭鬥。克林特的助聽器被瑪雅破壞。凱特·畢夏普被克林特解救，兩人聯手開車逃離運動服黑幫的追捕。途中，凱特使用克林特的多種密技箭對戰緊隨其後的運動服黑幫成員：
- 油灰箭（Putty Arrow）：釋放紫色粘性物質；
- 馬桶吸盤箭（Plunger Arrow）：產生超強吸附力；
- 爆炸箭（Explosion Arrow）：撞擊物體產生爆炸；
- 八爪箭（Octo Arrow）：射出多條勾索收束物體；
- 酸箭：內含腐蝕性酸液；
- 煙霧彈箭（Smoke Bomb Arrow）：釋放紫色煙霧；
- 皮姆箭（Pym Arrow）：使用皮姆科技公司研發的技術放大箭體[a]；
- USB箭（USB Arrow）：傳輸數據。

一番纏鬥之後，克林特和凱特最後棄車，乘坐紐約地鐵逃脫，回到凱特的阿姨家中。凱特幫助聽力不佳的克林特回應幼子納森尼爾打來的電話。運動服黑幫此時開始轉移陣地。卡齊擔心瑪雅的叔叔得知幫派近期的所作所為之後，會對瑪雅的高調行事風格感到不爾。但瑪雅沒有聽從卡齊的勸阻，命令他繼續調查克林特。
凱特在紐約市唐人街找到私人醫生，幫助克林特修復助聽器。為調查運動服黑幫真正的幕後首領以及傑克·杜凱恩隱藏的秘密，兩人潛入凱特母親艾蓮諾的頂層豪宅。克林特遭遇手持浪人伸縮劍的傑克。

## 製作

### 開發
2019年4月，漫威影業宣佈為其旗下在線流媒體平台Disney+開發以「鷹眼」克林特·巴頓為主角的影集，劇情將涉及凱特·畢夏普。2019年9月，喬納森·伊格拉正式被選定為影集《鷹眼》的首席編劇。2020年7月，伯特＆伯蒂確定執導影集的其中一個製作區塊。影集的執行製作人包括喬納森·伊格拉、瑞斯·湯瑪斯、布拉德·溫德鮑姆、陳貞、維多莉亞·阿隆索、路易斯·德·埃斯波西托和凱文·費吉。本集標題為〈迴聲〉（Echoes），由伯特＆伯蒂執導，凱蒂·馬修森（Katie Mathewson）和唐納·賓（Tanner Bean）聯合編劇。

### 選角
傑瑞米·雷納繼續出演漫威電影宇宙系列電影中的角色「鷹眼」克林特·巴頓，海莉·史坦菲德飾演女主角凱特·畢夏普。東尼·達爾頓飾演傑克·杜凱恩／劍客。阿拉奎·考克斯飾演瑪雅·洛佩茲／回聲女。弗拉·菲飾演卡齊。艾力克斯·保諾維奇飾演伊凡·巴尼奧尼斯（Ivan Banionis）。彼得·亞當奇克飾演托馬·德爾加多（Tomas Delgado）。扎恩·麥克拉農飾演威廉·洛佩茲（William Lopez）:38:35–38:55。
此外，卡洛斯·納瓦羅飾演恩里克（Enrique）。凱德·伍德沃德（Cade Woodward）飾演納森尼爾·巴頓（Nathaniel Barton）。丹妮露·貝索（Darnell Besaw）飾演幼年瑪雅。菲尼克斯·克里平（Phoenix Crepin）飾演幼年卡齊:39:52–39:55。克林特·巴頓和凱特·畢夏普的動物夥伴「披薩狗」來福出現於本集之中，由名為祖迪（Jolt）的狗狗出演。

### 音樂
克里斯托弗·貝克為影集作曲，他此前為2015年電影《蟻人》、2018年電影《蟻人與黃蜂女》和2021年影集《汪達幻視》作曲。影集的音樂原聲帶分為兩輯。包括前三集音樂的第一輯於2021年12月10日發售，由克里斯托弗·貝克和麥可·帕拉斯凱瓦斯（Michael Paraskevas）作曲。

## 發行
於2021年12月1日在Disney+首播。

## 迴響
〈迴聲〉得到整體好評。根据評論匯總网站爛番茄汇总的15篇评论文章，100%的评论家给予本集正面评价，平均打分为8.00分（满分10分）。

## 備註
1. ↑  參見2015年電影《蟻人》。

## 資料來源
1. ↑  Otterson, Joe. . Variety. 2019-04-10  [2019-04-10]. （原始内容存档于2019-04-10） （美国英语）.
2. ↑  Kit, Borys. . The Hollywood Reporter. 2019-09-06  [2019-09-06]. （原始内容存档于2019-09-06） （美国英语）.
3. ↑  Kit, Borys. . The Hollywood Reporter. 2020-07-17  [2020-07-18]. （原始内容存档于2020-07-17） （美国英语）.
4. ↑  Jackson, Angelique. . Variety. 2021-11-18  [2021-11-19]. （原始内容存档于2021-11-19） （美国英语）.
5. ↑   (PDF). Disney Media and Entertainment Distribution.   [2021-11-25]. （原始内容存档 (PDF)于2021-11-25） （美国英语）.
6. ↑  . Writers Guild of America West.   [2021-11-02]. （原始内容存档于2021-11-02） （美国英语）.
7. 1 2  Mathewson, Katie; Bean, Tanner. . . 第1季. 第3集. 2021-12-01  [2021-12-04]. Disney+. （原始内容存档于2022-02-10）.片尾演職員表於37:35開始。
8. ↑  Clarke, Cass. . Comic Book Resources. 2020-12-10  [2021-05-03]. （原始内容存档于2020-12-12） （美国英语）.
9. ↑  . Film Music Reporter. 2021-09-17  [2021-09-17]. （原始内容存档于2021-09-17） （美国英语）.
10. ↑  . Marvel.com. 2021-11-24  [2021-11-24]. （原始内容存档于2021-11-24） （美国英语）.
11. ↑  . The Futon Critic.   [2021-12-04]. （原始内容存档于2022-06-08） （美国英语）.
12. ↑  . Rotten Tomatoes. Fandango Media.   [2025-01-07] （美国英语）.

## 外部連結
- 互联网电影数据库上迴聲的资料（英文）
- 漫威影業官網提供的本集回顧 （页面存档备份，存于）